# إنغريد بيرسون
إنغريد بيرسون (بالسويدية: Ingrid Persson)‏ هي قسيسة سويدية، ولدت في 29 مايو 1912 في Slöta ‏ في السويد، وتوفيت في 22 أكتوبر 2000 في Härnösands domkyrkoförsamling ‏ في السويد.